# Soborne (Ukraina)
Soborne (ukr. Соборне) – osiedle typu miejskiego w południowo-zachodniej Ukrainie w rejonie bołgradzkim obwodu odeskiego. Do 2024 nosiło nazwę Berezyne.